# Rock Port
Rock Port est une petite ville de l'État du Missouri, aux États-Unis.
Elle est le siège du comté de Atchison.

## Géographie
Selon les données du Bureau du recensement des États-Unis, Rock Port a une superficie de  7,4 km2 (soit 2,9 mi2) entièrement en surfaces terrestres.

## Démographie
Rock Port était peuplée, lors du recensement de 2010, de 1 318 habitants.